# Antiguo Colegio de los Escolapios (Molina de Aragón)
El Antiguo Colegio de los Escolapios es un edificio situado en la localidad guadalajareña de Molina de Aragón (España). Se trata de un edificio de los siglos XVIII ubicado en la calle Doctor Don Antonio López Ayllón Gaona, anteriormente colegio de los Escolapios, fundado en 1867, y que actualmente se usa como Instituto de Enseñanza Media y centro cívico.
Frente a su puerta hay un monumento dedicado al Capitán Arenas, obra de Coullaut Valera, este militar muerto heroicamente durante el Desastre de Annual estudio toda su infancia en este colegio.